# Perisur (estación del Metrobús)
Perisur es una de las estaciones que forman parte del Metrobús de la Ciudad de México; se ubica al sur de la Ciudad de México, en la alcaldía de Coyoacán.

## Información general
El Nombre de la estación lo toma por estar cerca del Centro Comercial Perisur, su ícono representa la silueta de un Trébol carretero.

### Conexiones
- Línea 12 del Trolebús de la Ciudad de México
- Rutas 1A, 1B y 1C del corredor COPESA.
- Conexiones con las líneas 57-A y 57-C de la Red de Transporte de Pasajeros de la Ciudad de México

## Sitios de interés
- Centro Comercial Perisur
- Cuicuilco